# Paychex
Paychex, Inc. ist ein US-amerikanisches Unternehmen mit Sitz in Rochester, New York.
Das Unternehmen ist im Aktienindex NASDAQ-100 und im S&P 500 gelistet. Paychex hat sich auf das Outsourcing von Dienstleistungen bei Betrieben spezialisiert.
Gegründet wurde Paychex, Inc. 1971 von Thomas Golisano in Rochester, New York, mit dem Ziel, dem wachsenden Bedürfnis von kleinen und mittleren Unternehmen nach Lohnabrechnungsservices gerecht zu werden. Golisano gründete das Unternehmen zu diesem Zeitpunkt mit lediglich 3000 Dollar.
Das US-Unternehmen bietet heute Hilfen im Bereich der Auslagerung der Entgeltabrechnung sowie anderen unternehmensbezogenen Verwaltungstätigkeiten an, z. B. integrierten Human-Capital-Lösungen.
Derzeit beschäftigt die Paychex, Inc. ca. 15.000 Mitarbeiter und betreut mehr als 710.000 Kunden in den USA und Nordeuropa.

## Paychex Deutschland GmbH
Seit 2003 gibt es eine Paychex-Niederlassung in Deutschland, die Paychex Deutschland GmbH. Neben der Zentrale in Hamburg bieten die Standorte in Berlin, Dresden, Itzehoe und Lünen Dienstleistungen zur Übernahme der Entgeltabrechnung an.
Bereits 2008 konnte das Unternehmen nach eigenen Angaben mit seinen Services mehr als 1000 Kunden erreichen, im Jahr 2021 spricht die Paychex Deutschland GmbH von mehr als 6000 Kunden.
Paychex bietet vor allem Lösungen im Bereich Normallohn an. Aber auch spezielle Abrechnungsarten wie der Baulohn oder der TVöD können übernommen werden. Die Paychex Deutschland GmbH betreut zudem zahlreiche internationale Unternehmen mit Mitarbeitern in Deutschland und außerdem viele Steuerberater.
In 2013 übernahm die Paychex Deutschland GmbH die seit 1981 bestehende Lohndata GmbH aus Berlin.
Im Jahr 2018 akquirierte die Paychex Inc. die Lessor Group mit Hauptsitz in Dänemark, die seit 1972 eine Software zur Lohn- und Gehaltsabrechnung und Zeiterfassung vertreibt.
2021 wurde der dänische SaaS-Anbieter Emply von der Paychex Inc. übernommen. Das Unternehmen bietet eine cloudbasierte Software für HR-Management an. Somit wurde das bestehende Serviceportfolio in Deutschland um Funktionen wie Recruiting, Mitarbeitermanagement und Weiterbildungsmanagement erweitert.

## Paychex-Central-Server
Die Paychex-Central-Server beziehen sich auf die zentralisierten Computersysteme und Infrastrukturen, die von Paychex, einem Unternehmen für Personal- und Gehaltsabrechnungsdienste, genutzt werden, um wichtige Daten zur Gehaltsabrechnung, Personalwesen und Mitarbeiter für Unternehmen zu speichern und zu verarbeiten. Diese Server bilden das Rückgrat der Cloud-basierten Softwareplattform von Paychex, Paychex Flex, auf der Kunden die Gehaltsabrechnung, Leistungen, Arbeitszeiten und andere HR-Funktionen verwalten können. Die Paychex-Central-Server gewährleisten die Sicherheit, Zugänglichkeit und Zuverlässigkeit von Daten und ermöglichen es Unternehmen, ihre HR- und Gehaltsabrechnungsbedürfnisse effizient zu bewältigen, während sie den Mitarbeitern auch Selbstbedienungsoptionen für den Zugriff auf wichtige Informationen und Dienste bieten.